# Левантское наступление (1938)
Левантское наступление, начатое в конце апреля 1938 года, было попыткой националистических сил под командованием Франсиско Франко захватить республиканский город Валенсию. Националисты заняли провинцию Кастельон, но наступление провалилось из-за плохой погоды и упорного сопротивления республиканских войск на линии обороны XYZ.

## Предпосылки
После успеха Арагонского наступления, в результате которого армии националистов вышли к Средиземному морю, республика была разделена на две части – республиканская армия отступала в беспорядке, и дорога в Барселону была открыта. Даже республиканский генерал Висенте Рохо сказал, что Барселону можно было взять «меньшими силами и за меньшее время», чем в январе 1939 года. Генералы-националисты и немецкие и итальянские союзники Франко ожидали быстрой атаки на Барселону. Тем не менее, Франко решил повернуть свои силы на юг против столицы Испанской республики в Валенсии, потому что он опасался французского вмешательства в Каталонию после аншлюса. Кроме того, Франко не хотел быстрого прекращения войны, так как он хотел продолжения войны на уничтожение Республики, чтобы сокрушить всю оппозицию. Поэт Дионисио Ридруэхо сказал, что: «Длительная война означала полную победу. Франко выбрал более жестокий вариант, который, с его точки зрения, также был более эффективным».

## Наступление националистов
Наступление националистов началось 23 апреля армейским корпусом Кастилии под командованием генерала Хосе Варелы, галицким корпусом генерала Антонио Аранды и формированием генерала Гарсии Валиньо, но 27 апреля наступление было остановлено. 1 мая националисты продолжили наступление на трех фронтах от Теруэля (Варела) и побережья Средиземного моря (Аранда), а центральная колонна двигалась между ними через горы (Гарсия Валиньо). Упорное сопротивление республиканцев и дождливая погода в марте и апреле сильно помешало наступлению сил националистов, а труднопроходимая местность Маэстрасго помогала республиканским силам укрепить оборону. Тем более, республиканские части были усилены новым вооружением, привезенным из Франции: советскими истребителями И-16 типа 10 с четырьмя пулеметами, 40 истребителями Grumman FF и зенитными орудиями. 13 июня, после нескольких дней боев Кастельон пал перед корпусом Гарсиа Валиньо, но его силы были остановлены недалеко от Сагунто, где горы Сьерра-де-Эспадан подходили близко к морю. С падением Кастельона у националистов появилась гавань на Средиземном море, куда можно было доставлять боеприпасы и продовольствие войскам националистов на этом фронте.
Националисты были удивлены сопротивлением республиканских сил, и генерал Альфредо Кинделан пытался убедить Франко отказаться от продолжения операции. Легион «Кондор» был истощен и в конечном итоге был выведен с фронта. Тем не менее, Франко приказал продолжить атаку и к 25 июля захватить Валенсию. К началу июля националисты усилили фронт тремя дивизиями Итальянского экспедиционного корпуса (CTV) во главе с генералом Марио Берти и четырьмя дивизиями корпуса Турии генерала Хосе Сольчаги. Кроме того, у националистов было 900 пушек и 400 самолетов на этом фронте, и они только что получили около 50 итальянских средних бомбардировщиков (BR.20, SM.79, SM.81). Противостоящие националистам республиканцы имели шесть армейских корпусов (XVI-й корпус Паласио, XVII-й корпус Гарсии Вальехо, XIX-й корпус Видаля, XX-й корпус Дюрана и XXII-й корпус Ибаррола, а также «Группа А» Гуэмеса и «Группа Б» Ромеро) полевой армии Леванте генерала Леопольдо Менендеса.
5 июля силы генерала Гарсии Валиньо атаковали из Кастельона, но были остановлены республиканскими силами во главе с полковником Густаво Дюраном и генералом Менендесом в Сьерра-де-Эспадан. Последний рывок наступления националистов начался 13 июля. На западе корпус генерала Сольчаги двинулся на юг от Теруэля с корпусом генерала Варелы и итальянским CTV на их фланге на восток, а формирование генерала Валиньо попыталось продвинуться вдоль побережья. После определенного решительного сопротивления в Мора-де-Рубьелос и Саррион республиканская линия в Сьерра-дель-Торо рухнула. Затем националисты продвинулись на 60 миль вдоль фронта шириной 20 миль, пока их не остановили укрепления линии XYZ, идущие на восток и запад от Вивера до Сьерра-де-Эспадан.

## Битва за линию XYZ
С 18 по 23 июля эта оборона, которую удерживали два республиканских корпуса во главе с полковниками Эрнесто Гуэмесом и Карлосом Ромеро, успешно остановила продвижение националистов. Националисты пытались прорвать республиканскую оборону волнами пехоты и интенсивными бомбардировками, но республиканские защитники, используя хорошо спланированные траншеи и защищенные линии связи, смогли нанести националистам тяжелые потери (около 20 000 жертв), сами потеряв относительно немного (всего 5 000 жертв). 23 июля наступление националистов было остановлено, а наступление республиканцев на севере 24 июля, битва на Эбро, предотвратило дальнейшие атаки на линию, отведя восемь дивизий националистов и их тяжелую артиллерию. Наступление националистов закончилось менее чем в сорока километрах от Валенсии.

## Последствия
По словам британского военного историка Энтони Бивора, защита линии XYZ была гораздо большей победой для Республики, чем битва при Гвадалахаре. Националисты заняли провинцию Кастельон, но не смогли занять Валенсию и понесли тяжелые потери. У республиканской армии было время реорганизоваться и спланировать наступление через реку Эбро. Кроме того, республиканские силы в Каталонии успели перевооружиться оружием, полученным через французскую границу, которая вновь открылась в марте.